# Zbyněk Michálek
Zbyněk Michálek (* 23. prosince 1982, Jindřichův Hradec) je bývalý český hokejový obránce.

## Hráčská kariéra
Je odchovancem Jindřichova Hradce. Již od juniorského věku působil v severoamerických soutěžích (Houston Aeros v AHL). V letech 2005–2010 hrál ve Phoenixu, poté následovaly dvě sezóny v Pittsburghu. Staronovou posilou phoenixských Kojotů se stal 23. června 2012.

## Osobní život
Je ženatý, s manželkou Helenou má syna Andrease (* 2009) a dcery Ellu (* 2012) a Alexu (* 2017).

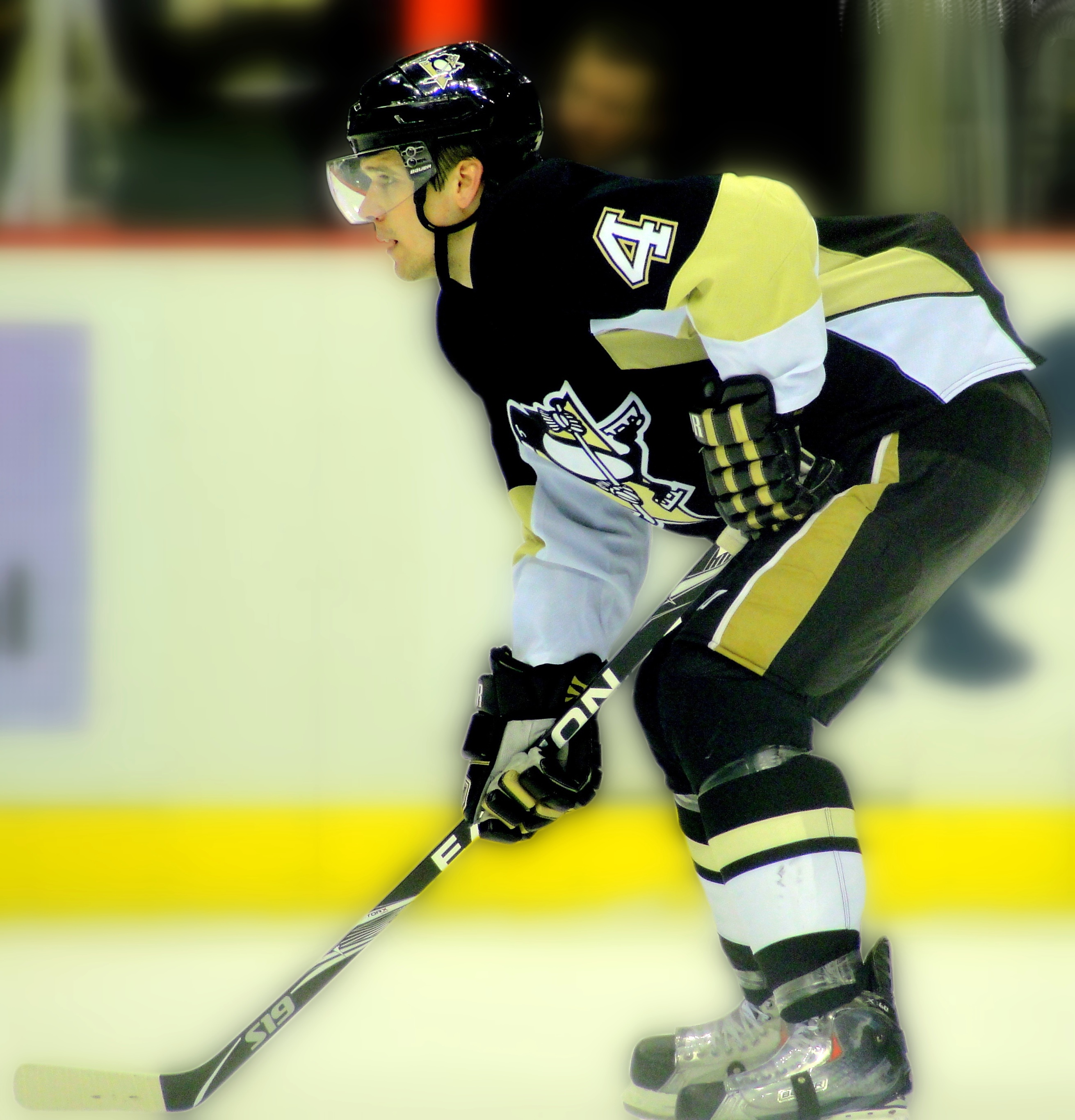
Zbyněk Michálek v dresu Pittsburghu v dubnu 2011

## Ocenění a úspěchy
- 2013 MS – Top tří nejlepších hráčů v týmu

## Prvenství
- Debut v NHL – 16. ledna 2004 (Minnesota Wild proti Pittsburgh Penguins)
- První gól v NHL – 9. března 2004 (San Jose Sharks proti Minnesota Wild, ruskému brankáři Jevgeniji Nabokovovi)
- První asistence v NHL – 2. dubna 2004 (Minnesota Wild proti Dallas Stars)

## Klubová statistika
| Sezóna       | Klub                  | Soutěž       |     | Základní část | Základní část | Základní část | Základní část | Základní část |   | Play off | Play off | Play off | Play off | Play off |
| Sezóna       | Klub                  | Soutěž       | Z   | G             | A             | B             | TM            | Z             | G | A        | B        | TM       |          |          |
| 2000/01      | Shawinigan Cataractes | QMJHL        | 69  | 10            | 29            | 39            | 52            | 3             | 0 | 0        | 0        | 0        |          |          |
| 2001/02      | Shawinigan Cataractes | QMJHL        | 68  | 16            | 35            | 51            | 54            | 10            | 8 | 7        | 15       | 10       |          |          |
| 2002/03      | Houston Aeros         | AHL          | 62  | 4             | 10            | 14            | 26            | 23            | 1 | 1        | 2        | 6        |          |          |
| 2003/04      | Houston Aeros         | AHL          | 55  | 5             | 16            | 21            | 32            | 2             | 1 | 0        | 1        | 0        |          |          |
| 2003/04      | Minnesota Wild        | NHL          | 22  | 1             | 1             | 2             | 4             | —             | — | —        | —        | —        |          |          |
| 2004/05      | Houston Aeros         | AHL          | 76  | 7             | 17            | 24            | 48            | 5             | 1 | 2        | 3        | 4        |          |          |
| 2005/06      | Phoenix Coyotes       | NHL          | 82  | 9             | 15            | 24            | 62            | —             | — | —        | —        | —        |          |          |
| 2006/07      | Phoenix Coyotes       | NHL          | 82  | 4             | 24            | 28            | 34            | —             | — | —        | —        | —        |          |          |
| 2007/08      | Phoenix Coyotes       | NHL          | 75  | 4             | 13            | 17            | 34            | —             | — | —        | —        | —        |          |          |
| 2008/09      | Phoenix Coyotes       | NHL          | 82  | 6             | 21            | 27            | 28            | —             | — | —        | —        | —        |          |          |
| 2009/10      | Phoenix Coyotes       | NHL          | 72  | 3             | 14            | 17            | 30            | 7             | 0 | 2        | 2        | 2        |          |          |
| 2010/11      | Pittsburgh Penguins   | NHL          | 73  | 5             | 14            | 19            | 30            | 7             | 0 | 1        | 1        | 0        |          |          |
| 2011/12      | Pittsburgh Penguins   | NHL          | 62  | 2             | 11            | 13            | 24            | 6             | 0 | 1        | 1        | 2        |          |          |
| 2012/13      | Phoenix Coyotes       | NHL          | 34  | 0             | 2             | 2             | 14            | —             | — | —        | —        | —        |          |          |
| 2013/14      | Phoenix Coyotes       | NHL          | 59  | 2             | 8             | 10            | 24            | —             | — | —        | —        | —        |          |          |
| 2014/15      | Arizona Coyotes       | NHL          | 53  | 2             | 6             | 8             | 12            | —             | — | —        | —        | —        |          |          |
| 2014/15      | St. Louis Blues       | NHL          | 15  | 2             | 2             | 4             | 6             | 6             | 0 | 0        | 0        | 4        |          |          |
| 2015/16      | Arizona Coyotes       | NHL          | 70  | 2             | 5             | 7             | 20            | —             | — | —        | —        | —        |          |          |
| 2016/17      | Arizona Coyotes       | NHL          | 3   | 0             | 0             | 0             | 0             | —             | — | —        | —        | —        |          |          |
| 2016/17      | Tucson Roadrunners    | AHL          | 43  | 6             | 8             | 14            | 32            | —             | — | —        | —        | —        |          |          |
| 2017/18      | HC Sparta Praha       | ČHL          | 30  | 5             | 13            | 18            | 16            | 3             | 0 | 0        | 0        | 2        |          |          |
| 2018/19      | HC Kometa Brno        | ČHL          | 13  | 0             | 0             | 0             | 2             | 10            | 0 | 1        | 1        | 0        |          |          |
| Celkem v NHL | Celkem v NHL          | Celkem v NHL | 784 | 42            | 136           | 178           | 322           | 26            | 0 | 4        | 4        | 6        |          |          |
| Celkem v AHL | Celkem v AHL          | Celkem v AHL | 236 | 22            | 51            | 73            | 138           | 30            | 3 | 3        | 6        | 10       |          |          |

## Reprezentace
Premiéra v reprezentaci: 26. dubna 2006 Česko – Švédsko (Stockholm).
| Rok             | Tým             | Soutěž          | Z  | G | A | B  | TM |
| --------------- | --------------- | --------------- | -- | - | - | -- | -- |
| 2006            | Česko           | MS              | 9  | 3 | 0 | 3  | 6  |
| 2007            | Česko           | MS              | 7  | 0 | 1 | 1  | 4  |
| 2008            | Česko           | MS              | 7  | 0 | 0 | 0  | 6  |
| 2010            | Česko           | ZOH             | 5  | 0 | 0 | 0  | 2  |
| 2011            | Česko           | MS              | 8  | 0 | 1 | 1  | 6  |
| 2013            | Česko           | MS              | 8  | 3 | 1 | 4  | 2  |
| 2014            | Česko           | ZOH             | 5  | 0 | 1 | 1  | 2  |
| 2016            | Česko           | SP              | 8  | 3 | 1 | 4  | 2  |
| Senioři celkově | Senioři celkově | Senioři celkově | 57 | 9 | 5 | 14 | 30 |